# ارل ویلیامز
ارل ویلیامز (انگلیسی: Earle Williams؛ ‏ ۲۸ فوریهٔ ۱۸۸۰ – ۲۵ آوریل ۱۹۲۷) بازیگر اهل ایالات متحده آمریکا بود.
از فیلم‌هایی که وی در آن نقش داشته‌است، می‌توان به نقاب سرنوشت اشاره کرد.